# See You Later
See You Later – dziesiąty studyjny album Vangelisa wydany w 1980 r.

## Lista utworów
1. „I can't take it anymore”
2. „Multi-track suggestion”
3. „Memories of green”
4. „Not a bit – all of it”
5. „Suffocation”
6. „See you later”